# Paraclius australiensis
Paraclius australiensis är en tvåvingeart som beskrevs av Octave Parent 1933. Paraclius australiensis ingår i släktet Paraclius och familjen styltflugor. Inga underarter finns listade i Catalogue of Life.